# Clan armigero
Un clan armigero è un clan scozzese, una famiglia o un cognome che è registrato nel Court of the Lord Lyon ed un tempo aveva un capo senza armi specifiche, ma non ha un capo riconosciuto dalla Lyon Court. Prima del 1745 tutti i capi avevano degli stemmi; ad ogni modo, non tutti sono riconosciuti presso il Public Register of All Arms and Bearings in Scotland del 1672.
Nell'araldica scozzese le armi nude sono detenute solo dai capi posti a capo di clan, famiglie o cognomi. Il clan è considerato una "nobile incorporazione" dal momento che essere capo di un clan è un titolo onorifico in Scozia e questo conferisce nobiltà all'intera istituzione. Dal momento che i clan armigeri non hanno capi, essi non sono riconosciuti come "nobili" e non hanno statuto legale secondo la legge scozzese.